# 쓰키미야마역
쓰키미야마역(일본어: 月見山駅, つきみやまえき)은 일본 효고현 고베시 스마구에 있는 산요 전기철도 본선의 역이다. 역 번호는 SY 04이다.
역명에 "스마리큐 공원 앞"이라는 부역명이 붙어 있으며 차내 방송 등으로 안내된다.

## 역사
- 1910년 3월 15일: 효고 전기궤도가 효고(후, 전철 효고) ~ 스마(현, 산요스마) 구간의 개통으로 영업 개시.
- 1927년 4월 1일: 우지가와 전기에 의한 합병으로 본 회사의 역이 됨.
- 1933년 6월 6일: 우지가와 전기철도 부문이 분리되어 산요 전기철도의 역이 됨.
- 1948년: 상행 승강장이 이설되어 상대식 승강장이 됨.
- 1955년 4월 1일: 급행 정차역이 됨.
- 1968년 4월 7일: 고베 고속 철도의 개업으로 한신・한큐의 노선 연장 열차의 정차 개시.
- 1984년 3월 25일: 산요 급행 설정 폐지, 자사의 우등 열차의 정차 소멸.
- 1985년 3월 20일: 하행선의 역사 개축.
- 1986년 3월 20일: 상행선의 역사 개축.
- 1995년
  - 1월 17일: 한신・아와지 대지진으로 산요 전철 본선이 불통이 되어, 본 역도 한때 영업 중지.
  - 2월 21일: 히가시스마 ~ 스마데라 구간의 운행 재개에 따라 영업 재개.
- 1998년 2월 15일: S특급 정차역이 되고 동시에 한큐의 열차 정차 소멸.
- 2009년 3월 20일: 다이아 개정에 의하여 직통 특급과 특급이 정차하게 되어, 전 열차 정차역이 됨.

## 역 구조
상대식 승강장 2면 2선의 지상역이다. 역사(개찰구)는 두 플랫폼의 스마 방향에 있고 서로의 승강장은 구내 건널목에서 연결된다. 기본적으로 창구는 무인화되어 있다.

### 승강장
| 남측 | ■ 본선(하행) | 아카시・히메지・아보시 방면 |  |
| 북측 | ■ 본선(상행) | 고베산노미야・오사카 방면   |  |

## 역 주변
주변은 주로 주택지가 펼쳐져 있다.
- 스마리큐 공원 - 역에서 북서쪽으로 500m 정도 거리에 있다.
- 고베 시립 스마 해안 수족원 - 스마의 시가지를 남쪽으로 빠지면 1km 거리에 있다.
- 스마 해수욕장
- 산요 본선(JR 고베 선) 스마카이힌코엔역 - 역에서 남동쪽으로 500m.
- 고베 쓰키미야마 우체국
- 효고 대학 부속 스마노우라 고등학교
- 한신 고속 3호 고베 선 쓰키미야마 출입구
- 제2신메이 도로 스마 나들목
- 스마 세무서
- 스마 연금 사무소
- 고베 시립 니시스마 초등학교
- 고베 시립 기타스마 초등학교
- 미쓰이 스미토모 은행 스마 지점
- 미나토 은행 쓰키미야마 지점
- 고베 신용 금고 쓰키미야마 지점
- 코프 고베 스마점

## 인접역
| 산요 전기철도 ■ 본선                   | 산요 전기철도 ■ 본선 | 산요 전기철도 ■ 본선           |
| -------------------------------------- | -------------------- | ------------------------------ |
| SY 02 이타야도 우메다・니시다이 방면   | ■ 직통특급 ■ S특급   | 산요스마 SY 06 산요히메지 방면 |
| SY 03 히가시스마 우메다・니시다이 방면 | ■ 특급 ■ 보통        | 스마데라 SY 05 산요히메지 방면 |